# Шіфра О'Лірі
Шіфра О'Лірі (ірл. Síofra O'Leary, нар. 20 вересня 1968 в Дубліні) — ірландська юристка, суддя Європейського суду з прав людини. З листопада 2022 року по липень 2024 року очолює цей судовий орган.

## Біографія
О'Лірі народилася 20 вересня 1968 в Дубліні. Вона тримала ступінь бакалавра з цивільного права в Університетському коледжі Дубліна в 1989 році, після чого почала навчатися в Європейському університетському інституті у Флоренції. Там у 1993 році отримала ступінь доктора філософії в галузі європейського права. Після навчання працювала дослідницею в Кадіському та в Лондонському університеті. В 1996 році почала працювати помічницею директора Центру вивчення європейського права в Кембриджському університеті. Паралельно вона працювала дослідницею в Еммануель-коледжі того ж університету.
В 1996 році вона отримала посаду консультантки в Суді Європейського Союзу в Люксембурзі, і працювала там до 2004 року. Паралельно із цією роботою також встигала бути дослідницею в Дублінському університеті та професоркою в Коледжі Європи в Брюгге. Сіофра О'Лірі читала лекції на тему права Європейського Союзу, процедур і практик Суду ЄС, фундаментальних прав. Вона також писала статті про фундаментальні права, трудове законодавство ЄС, свободу переміщення осіб і послуг та про громадянство Європейського Союзу.
О'Лірі займала різноманітні посади в Суді ЄС, допоки в квітня 2015 році її не було обрано суддею Європейського суду з прав людини від Ірландії, на заміну Енн Пауер. Її термін почався 2 липня 2015 року і має завершитись 1 липня 2024 року. 1 січня 2020 року вона стала президенткою секції суду, а 15 листопада 2021 року стала віцепрезиденткою суду. 19 вересня 2022 її обрали президенткою всього суду, і 1 листопада 2022 вона приступила до виконання обов'язків Президента, замінивши на цій посаді ісландця Роберта Раґнара Спано. Вона стала найпершою жінкою на цій посаді.